# Liber Linteus Zagrabiensis

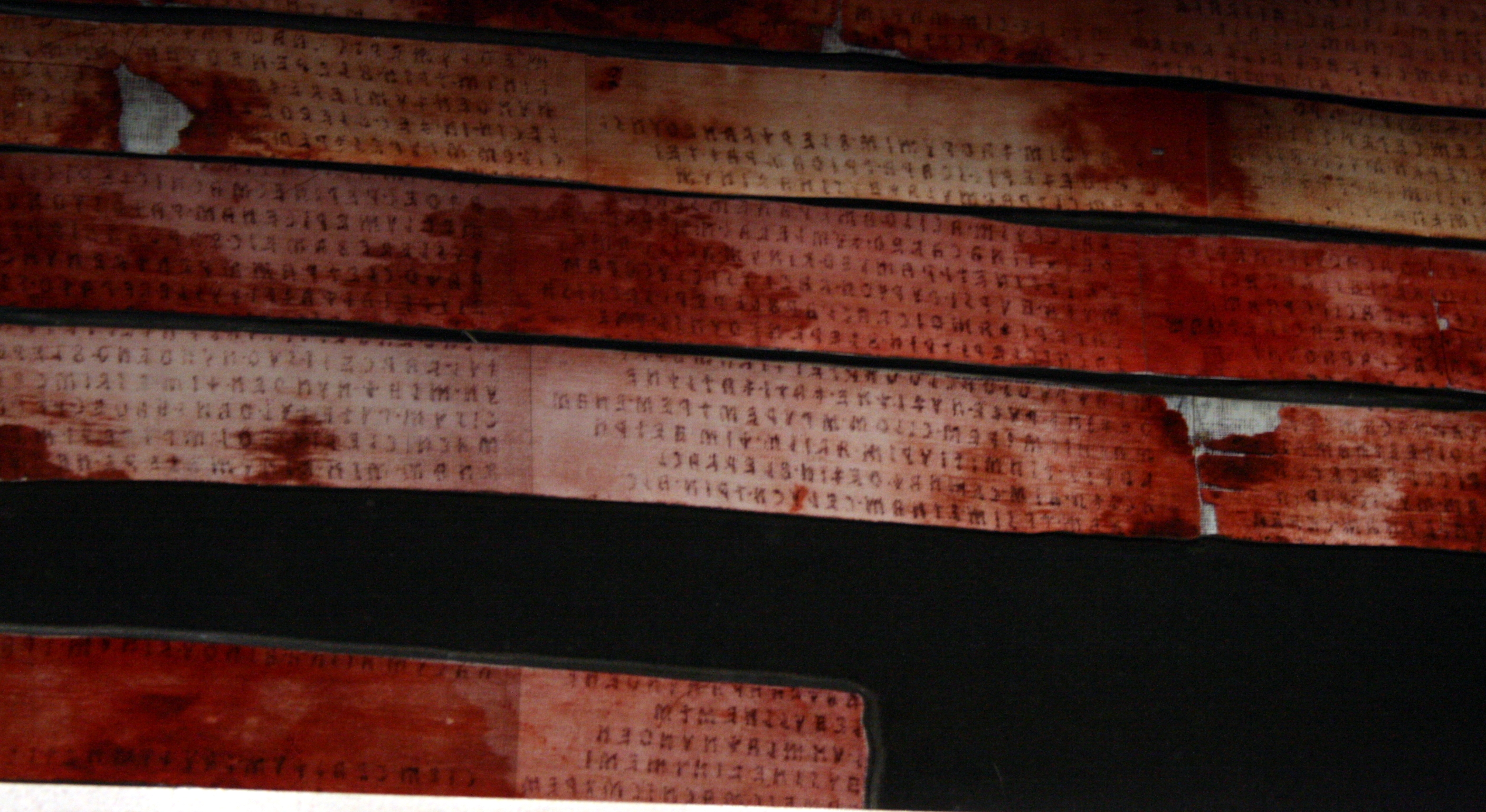
Fotografía del Liber Linteus Zagrabiensis.

El Liber Linteus Zagrabiensis (en latín: Libro de lino de Zagreb), también conocido como Liber Agramensis, es el texto más largo conocido escrito en lengua etrusca (se estima que sus 230 líneas contienen unas 13 000 palabras, aunque solo unas 1200 palabras son legibles, dado su estado de conservación) y el único libro existente escrito en lino.

## Historia del descubrimiento
En la década de 1850, durante excavaciones arqueológicas en la ciudad de Osor, situada en la isla de Cres, Croacia, el arqueólogo Mihajlo Barić hizo un descubrimiento de importancia capital. Entre los vestigios sepulcrales que datan de la civilización etrusca, Barić encontró un rollo de lino meticulosamente inscrito con caracteres en una lengua antigua e ininteligible. Este artefacto, posteriormente identificado como el Liber Linteus Zagrabiensis, se ha convertido en un objeto de estudio primordial en el ámbito de la arqueología y la epigrafía.
El proceso de descubrimiento fue meticulosamente documentado por Barić, quien registró cada detalle del contexto arqueológico y las circunstancias del hallazgo. El rollo de lino, preservado de manera extraordinaria, presentaba un desafío: estaba escrito en una forma antigua de la lengua etrusca. Este descubrimiento, que tuvo lugar en un contexto funerario, añadió una capa adicional de complejidad, sugiriendo posibles conexiones entre el Liber Linteus y las prácticas rituales o funerarias de la civilización etrusca.
El impacto de este hallazgo en la comunidad arqueológica fue inmediato, generando un renovado interés en la civilización etrusca y sus manifestaciones lingüísticas. El Liber Linteus Zagrabiensis se erige como un enigma lingüístico y cultural, desafiando a los estudiosos a descifrar su contenido y desentrañar las narrativas que puede contener.

## Características

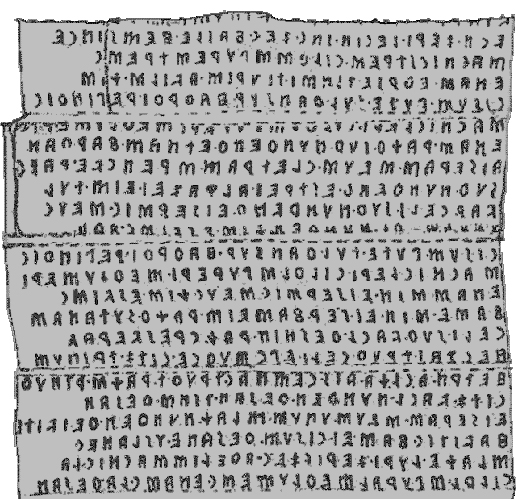
Reproducción de parte del texto.

El documento, que ha sido datado alrededor del siglo I a. C., se trata de un texto caligrafiado en tintas rojas y negras en una docena de columna verticales sobre un trapo de lino dividido en veinte recuadros rectangulares, que fue utilizado en el período Ptolemaico para vendar la momia de una mujer. Fue encontrado en Egipto a mediados del siglo XIX. Se le llama "de Zagreb" por la ciudad de Zagreb, Croacia, en cuyo museo arqueológico se conserva actualmente y donde fue transportada la momia desde Egipto por Mihail de Brariæ. El texto, que parece un calendario ritual, fue estudiado solo a partir de finales del siglo XIX.

### Estructura del texto
El Liber Linteus Zagrabiensis presenta una disposición particular en doce columnas de derecha a izquierda, cada una representando una "página". La mayor parte de las tres primeras columnas está ausente, y no se conoce el punto exacto donde comienza el libro. Hacia el final del libro, el texto está casi completo (aunque hay una franja que falta a lo largo de toda la extensión del libro). Al llegar a la última página, la tela está en blanco y el borde está intacto, marcando claramente el fin del libro.
El texto abarca 230 líneas, con 1330 palabras legibles, pero solo alrededor de 500 palabras o raíces distintas. Se estima que solo se ha preservado alrededor del 60% del texto original. La tinta negra se utilizó para el texto principal, mientras que la tinta roja se reservó para líneas y diacríticos.
En cuanto a su uso, se presume que el Liber Linteus se doblaba de manera que una página quedara sobre otra, similar a la disposición de un códice, en lugar de enrollarse como un pergamino. Este método de disposición, a menudo llamado acordeón, era práctico y muy usado en la antigüedad clásica. 

### Contenido
A pesar de que el idioma etrusco se mantiene en gran medida sin descifrar, el Liber Linteus Zagrabiensis revela fragmentos que arrojan luz sobre su contenido. Se han identificado palabras y frases, incluyendo fechas y nombres de dioses, lo que sugiere que el libro podría tener una función de calendario religioso. La presencia de términos asociados con la disciplina etrusca perdida, según referencias de anticuarios romanos, refuerza la teoría de que el contenido está arraigado en la esfera religiosa.
En el texto, se observa una repetición de palabras y frases que parecen tener significados litúrgicos o dedicativos, fortaleciendo la hipótesis de que el Liber Linteus tiene una naturaleza religiosa. Fórmulas destacadas incluyen la repetición de "ceia hia" en la columna 7 y variaciones de la expresión "śacnicstreś cilθś śpureśtreśc enaś", traducida como "por la sagrada fraternidad/sacerdocio de cilθ y por la civitas de enaś".
Aunque los detalles específicos de los rituales no son totalmente claros, parece que estos se llevaban a cabo fuera de las ciudades, en lugares específicos como ríos, colinas o cementerios. Se ha intentado inferir la cronología de los rituales basándose en las dos fechas claras que se conservan: el 18 de junio y el 24 de septiembre. Se supone que las columnas 1-5 se refieren a rituales en los meses previos a junio, mientras que las columnas 6-12 abordan ceremonias desde junio hasta febrero.
A lo largo del calendario, se percibe una progresión en los tipos de deidades que se buscan propiciar en diferentes meses y estaciones. El texto menciona a dos dioses específicos, Crap- y Neθuns, con Crap-/Júpiter apareciendo en la primera mitad del calendario y Neθuns/Neptuno surgiendo después del equinoccio de otoño.
El Liber Linteus presenta una variedad de rituales, denominados "eis-na/ais-na" ("para los dioses, acto divino"), que involucran libaciones, invocaciones, sacrificios y ofrendas. Se describen diferentes tipos de sacerdotes, como tutin "del pueblo", ceren y θaurχ "de la tumba", y cilθ-l/cva "de la ciudadela/cima", aunque algunas distinciones no están completamente claras.
En resumen, el Liber Linteus Zagrabiensis se mantiene como un enigma lingüístico y cultural, ofreciendo indicios valiosos sobre las prácticas rituales y la cosmovisión de la antigua civilización etrusca.